# Почесні громадяни Мукачева
- Почесні громадяни Мукачевого [1]

| № п\п | Фото | Прізвище, ім'я, по батькові                            | Коротко про особу | Присвоєно за | Дата присвоєння  | Сесія\рішення                             | Орган, що присвоїв                   |
| ----- | ---- | ------------------------------------------------------ | --- | --- | ---------------- | ----------------------------------------- | ------------------------------------ |
| 85    |      | Павлюк Олександр Альбертович (посмертно)               | старший прапорщик 128-ї бригади | Захисник України | 18 серпня 2016   | Рішення сесії                             | Міська рада м. Мукачева              |
| 84    |      | Чорнобай Роман Богданович (посмертно)                  | сержант 128-ї бригади | Захисник України. | 28 травня 2015   | Рішення сесії                             | Міська рада м. Мукачева              |
| 83    |      | Гуртов Олексій Анатолійович (посмертно)                | майор 128-ї бригади | Захисник України. | 28 травня 2015   | Рішення сесії                             | Міська рада м. Мукачева              |
| 82    |      | Кисельов Денис В'ячеславович (посмертно)               | капітан 128-ї бригади | Захисник України | 28 травня 2015   | Рішення сесії                             | Міська рада м. Мукачева              |
| 80    |      | Вербицький Сергій Степанович (посмертно)               | прапорщик 128-ї бригади | Захисник України. | 28 травня 2015   | Рішення сесії                             | Міська рада м. Мукачева              |
| 74    |      | Штолцель Вільгельм Володимирович (посмертно)           | курсант ДПСУ | Захисник України | 28 травня 2015   | Рішення сесії                             | Міська рада м. Мукачева              |
| 73    |      | Стукало Олег Юрійович (посмертно)                      | підполковник (посмертно) 128-ї бригади | Захисник України. | 28 травня 2015   | Рішення сесії                             | Міська рада м. Мукачева              |
| 55    |      | Нацик Іван Іванович                                    | Керівник управління житлово-комунального господарства Мукачівського міськвиконкому | Як один з найкращих фундаторів розбудови міста. | 27 травня 2010   | Рішення 60 сесії V скликання              | Міська рада м. Мукачева              |
| 54    |      | Турянчик Василь Юрійович                               | Радянський та український футболіст і тренер, в минулому півзахисник | | 27 травня 2010   | Рішення 60 сесії V скликання              | Міська рада м. Мукачева              |
| 53    |      | Басараб Петро Михайлович                               | Директор фабрики художніх виробів «Едельвейс» | За активну участь у розвитку Мукачева. | 27 травня 2010   | Рішення 60 сесії V скликання              | Міська рада м. Мукачева              |
| 52    |      | Чулей Олександр Йосипович                              | Перший секретар Мукачівського міськкому партії у 1973-79 р.р. | | 30 липня 2009    | Рішення 48 сесії V скликання              | Міська рада м. Мукачева              |
| 51    |      | Пак Імре Шандорович                                    | Український підприємець угорського походження | | 30 липня 2009    | Рішення 48 сесії V скликання              | Міська рада м. Мукачева              |
| 50    |      | Софілканич Василь Ілліч                                | голова Мукачівського міського об’єднання ВУТ «Просвіта» | | 31 травня 2007   | Рішення 15 сесії V скликання              | Міська рада м. Мукачева              |
| 49    |      | Іванчо Іван Васильович                                 | народний депутат України | | 24 травня 2005   | Рішення 43 сесії IV скликання             | Міська рада м. Мукачева              |
| 48    |      | Балога Віктор Іванович                                 | 167-й міський голова Мукачева (9 квітня 1998 – 5 травня 1999), народний депутат України від Мукачева (14 травня 2002 — 8 вересня 2005), (2012 - )                                                                   | | 24 травня 2005   | Рішення 43 сесії IV скликання             | Міська рада м. Мукачева              |
| 47    |      | Оробець Юрій Миколайович                               | народний депутат України | | 24 травня 2005   | Рішення 43 сесії IV скликання             | Міська рада м. Мукачева              |
| 46    |      | Качур Павло Степанович                                 | народний депутат України | | 24 травня 2005   | Рішення 43 сесії IV скликання             | Міська рада м. Мукачева              |
| 45    |      | Безсмертний Роман Петрович                             | народний депутат України | | 24 травня 2005   | Рішення 43 сесії IV скликання             | Міська рада м. Мукачева              |
| 44    |      | Ющенко Віктор Андрійович                               | Президент України | | 24 травня 2005   | Рішення 43 сесії IV скликання             | Міська рада м. Мукачева              |
| 43    |      | Федів Євген Теодорович                                 | депутат міської ради, радник міського голови | | 24 травня 2005   | Рішення 43 сесії IV скликання             | Міська рада м. Мукачева              |
| 42    |      | Данканич Іван Васильович                               | голова правління ЗАТ « Будівельне управління №1», депутат міської ради | | 24 травня 2005   | Рішення 43 сесії IV скликання             | Міська рада м. Мукачева              |
| 41    |      | Чопей Іван Георгійович                                 | поет, освітянин | | 24 травня 2005   | Рішення 43 сесії IV скликання             | Міська рада м. Мукачева              |
| 40    |      | Крилов Микола Миколайович                              | колишній головний лікар Мукачівської центральної районної лікарні | | 24 травня 2005   | Рішення 43 сесії IV скликання             | Міська рада м. Мукачева              |
| 39    |      | Пирогова Лідія Володимирівна                           | народна артистка України | | 24 травня 2005   | Рішення 43 сесії IV скликання             | Міська рада м. Мукачева              |
| 38    |      | Логойда Микола Дмитрович                               | делегат І- го з’їзду народних комітетів Закарпатської України, священик Мукачівського кафедрального собору, митрофорний протоієрей                                                                                  | | 18 липня 2002    | Рішення 5 сесії IV скликання              | Міська рада м. Мукачева              |
| 37    |      | Поневач Юлій Юлійович                                  | колишній директор Мукачівського меблевого комбінату | | 30 травня 2002   | Рішення 3 сесії IV скликання              | Міська рада м. Мукачева              |
| 36    |      | Машіца Іван Васильович                                 | колишній директор Мукачівської лижної фабрики | | 30 травня 2002   | Рішення 3 сесії IV скликання              | Міська рада м. Мукачева              |
| 35    |      | Луців Микола Васильович                                | політв’язень | | 27 квітня 2002   | Рішення 2 позачергової сесії IV скликання | Міська рада м. Мукачева              |
| 34    |      | Хлипняч Ярослав Олексійович                            | політв’язень | | 27 квітня 2002   | Рішення 2 позачергової сесії IV скликання | Міська рада м. Мукачева              |
| 33    |      | Ровт Олександр Семенович                               | колишній житель міста Мукачева і меценат | | 27 квітня 2002   | Рішення 2 позачергової сесії IV скликання | Міська рада м. Мукачева              |
| 32    |      | Роглєв Микола Йосипович                                | колишній голова міськвиконкому Мукачева | | 27 квітня 2002   | Рішення 2 позачергової сесії IV скликання | Міська рада м. Мукачева              |
| 31    |      | Цібере Василь Михайлович                               | колишній директор художньої школи ім. М.Мункачі | | 27 квітня 2002   | Рішення 2 позачергової сесії IV скликання | Міська рада м. Мукачева              |
| 30    |      | Цигак Василь Станіславович                             | колишній директор Мукачівського історичного музею „Замок Паланок”, Заслужений працівник культури України | | 27 квітня 2002   | Рішення 2 позачергової сесії IV скликання | Міська рада м. Мукачева              |
| 29    |      | Хорєв Віктор Максимович                                | колишній Голова Державного комітету України з водного господарства (06.1991-21.07.2003) | | 28 грудня 2000   | Рішення 29 сесії ІІІ скликання            | Міська рада м. Мукачева              |
| 28    |      | Кузьмук Олександр Іванович                             | Віце-прем'єр-міністр України | | 23 травня 2000   | Рішення 22 сесії ІІІ скликання            | Міська рада м. Мукачева              |
| 27    |      | Максимов Микола Володимирович                          | директор магазину 1000-дрібниць | | 22 грудня 1999   | Рішення 17 сесії ІІІ скликання            | Міська рада м. Мукачева              |
| 26    |      | Дулов Василь Васильович                                | будівельник | | 22 грудня 1999   | Рішення 17 сесії ІІІ скликання            | Міська рада м. Мукачева              |
| 25    |      | Дикань Михайло Кирилович                               | колишній голова міськради | | 22 грудня 1999   | Рішення 17 сесії ІІІ скликання            | Міська рада м. Мукачева              |
| 24    |      | Переста Юрій Васильович                                | заслужений працівник промисловості України | | 10 березня 1998  | Рішення 13 сесії ХХІІ скликання           | Міська рада м. Мукачева              |
| 23    |      | Мейгеш Юрій Васильович                                 | письменник | | 10 березня 1998  | Рішення 13 сесії ХХІІ скликання           | Міська рада м. Мукачева              |
| 22    |      | Пагиря Василь Васильович                               | літератор, краєзнавець | | 10 березня 1998  | Рішення 13 сесії ХХІІ скликання           | Міська рада м. Мукачева              |
| 21    |      | Мешко Микола Соломонович                               | постійний депутат міської Ради | | 10 березня 1998  | Рішення 13 сесії ХХІІ скликання           | Міська рада м. Мукачева              |
| 20    |      | Беца Йожеф Йожефович                                   | олімпійський чемпіон | | 22 жовтня 1997   | Рішення 12 сесії ХХІІ скликання           | Міська рада м. Мукачева              |
| 19    |      | Береш Андрій Ількович                                  | будівельник | | 22 жовтня 1997   | Рішення 12 сесії ХХІІ скликання           | Міська рада м. Мукачева              |
| 18    |      | Шенборн-Бухгейм Крістіна                               | графиня, громадянка Австрії. | | 22 жовтня 1997   | Рішення 12 сесії ХХІІ скликання           | Після возз’єднання Закарпаття з УРСР |
| 17    |      | Олександр Адольф Август Карл фон Лінзінген             | німецький генерал-полковник | за охорону міста Мукачева у роки Першої світової війни | 2 липня 1916     |                                           |                                      |
| 16    |      | Янковіч Бела                                           | Міністр народної освіти і у справах релігій Королівства Угорщина 26 лютого 1913 - 15 червня 1917 | | 12 лютого 1914   |                                           |                                      |
| 15    |      | Шенборн-Бухгейм Фрідріх Карл Ервін                     | Депутат парламенту Угорщини, граф (1869 - 1932) | | 12 лютого 1914   |                                           |                                      |
| 14    |      | Тіса Іштван                                            | Прем’єр-міністр Угорщини, Граф | | 12 лютого 1914   |                                           |                                      |
| 13    |      | Влашшич Дюла                                           | Міністр у справах релігій та народної освіти Королівства Угорщина (15 січня 1895-3 вересня 1903) | | 21 грудня 1914   |                                           |                                      |
| 12    |      | Лукач Ласло                                            | Міністр фінансів Угорщини 17 січня 1910 - 22 квітня 1912, Прем'єр-міністр Угорщини 1912 - 1913 р.р. | | 10 березня 1912  |                                           |                                      |
| 11    |      | Недецей Янош                                           | Депутат парламенту Угорщини (1892), міський голова Мукачева | | 1902             |                                           |                                      |
| 10    |      | Дараний Ігнац                                          | Міністр землеробства Угорщини (2 листопада 1895 - 3 листопада 1903, 8 квітня 1906 - 17 січня 1910) | | 3 листопада 1897 |                                           |                                      |
| 9     |      | Ендре Дьордь, ( нар. (18 березня 1848 – 15 січня 1927) | Депутат до Державних зборів (парламенту) Угорщини, обраний 13– 22 червня 1984 р. від Угочанського комітату, 17 червня – 26 липня 1987 р. - від Березького комітату, міністр сільського господарства Угорщини (1905) | | 6 серпня 1891    |                                           |                                      |
| 8     |      | Літераті Еден, (нар. (5 лютого 1847 – 12 грудня 1887)  | Депутат до Державних зборів (парламенту) Угорщини, обраний 24 червня -3 липня 1881 р. від Косино (Mezokaszony), 13– 22 червня 1884 р. від Березького комітату                                                       | | 9 вересня 1888   |                                           |                                      |
| 7     |      | Ком’яті Бела (24 червня 1847-27 жовтня 1916)           | Депутат угорського парламенту | | 9 вересня 1888   |                                           |                                      |
| 6     |      | Кошут Лайош                                            | Керівник національно-визвольного руху 1848-1849 років | | 23 червня 1886   |                                           |                                      |
| 5     |      | Трефорт Агоштон                                        | Міністр народної освіти і у справах релігій Королівства Угорщина (4 вересня 1872 - 22 серпня 1888) | | 12 червня 1880   |                                           |                                      |
| 4     |      | Мункачі Мігай                                          | Художник, уродженець Мукачева | | 4 листопада 1880 |                                           |                                      |
| 3     |      | Кепеш Дюла                                             | Лікар вітрильно-парової шхуни «Адмірал Тегетгофф» (німецькою «Admiral Tegetthoff»), єдиний угорець в екіпажі | За участь у науковій експедиції на австрійському вітрильно-парової шхуни «Адмірал Тегетгофф» (німецькою «Admiral Tegetthoff») до Північного полюсу 1872-1874 років | 1875             |                                           |                                      |
| 2     |      | Пайєр Юліус                                            | Старший лейтенант вітрильно-парової шхуни «Адмірал Тегетгофф» (німецькою «Admiral Tegetthoff») | За участь у науковій експедиції на австрійському вітрильно-парової шхуни «Адмірал Тегетгофф» (німецькою «Admiral Tegetthoff») до Північного полюсу 1872-1874 років | 1875             |                                           |                                      |
| 1     |      | Вейпрехт Карл                                          | Капітан вітрильно-парової шхуни «Адмірал Тегетгофф» (німецькою «Admiral Tegetthoff») | За участь у науковій експедиції на австрійському вітрильно-парової шхуни «Адмірал Тегетгофф» (німецькою «Admiral Tegetthoff») до Північного полюсу 1872-1874 років | 1875             |                                           |                                      |